# Висаян (море)
Море Висаян (на английски: Visayan sea) е междуостровно море на Тихия океан, разположено в централната част на Филипинския архипелаг, на територията на Филипините. Простира се между островите Масбате на север, Лейте на изток, Себу и Негрос на юг и Панай на югозапад. На североизток се свързва с море Самар, на югоизток чрез протока Канигао – с море Камотес, на юг чрез протока Таньон – с море Минданао, на югозапад чрез протока Гимарас – с море Сулу и на северозапад чрез протока Хинтотоло – с море Сибуян. Дължина от север на юг 150 km, ширина 120 km. В южната му част е разположен остров Бантаян, а в задната му – островите Хиганте.
|  | Тази страница частично или изцяло представлява превод на страницата Visayan sea в Уикипедия на английски. Оригиналният текст, както и този превод, са защитени от Лиценза „Криейтив Комънс – Признание – Споделяне на споделеното“, а за съдържание, създадено преди юни 2009 година – от Лиценза за свободна документация на ГНУ. Прегледайте историята на редакциите на оригиналната страница, както и на преводната страница, за да видите списъка на съавторите. ВАЖНО: Този шаблон се отнася единствено до авторските права върху съдържанието на статията. Добавянето му не отменя изискването да се посочват конкретни източници на твърденията, които да бъдат благонадеждни. |